# Гюлер Думан
Гюлер Думан (роден на 30 юни 1967 г., Истанбул) е турски певец, автор на песни, композитор, водещ и музикален учител. Той стана един от легендарните изпълнители на турската народна музика с честите си албуми от началото на 80-те години на миналия век. Родният му град е Ерзурум. Започва да тренира баглама, докато ходи в началното училище. Той издава първия си албум Dost Garip през 1980 г. Този албум достигна огромни продажби и достигна 3 милиона 800 хиляди продажби. През 1987 г. той постъпва в Истанбулския технически университет Турска държавна музикална консерватория, отдел за вокално образование.
Художникът, избран за културен посланик от Министерството на културата на Германия през 2008 г., изнася семинари за турската народна музика и турските ритми и световните ритми, които изследва в много страни по света, особено в Германия, и споделя знанията си с любители на музиката Той е преподавал на повече от 11 700 студенти и е пионер в Германия и много европейски страни в това отношение. Студентите и асистентите, които все още е обучавал, дават обучение в тази насока в много европейски страни. Гюлер Думан се превърна в едно от най-успешните имена в турската фолклорна музика с албумите, които издава от 80-те години насам. Güler Duman се превърна в едно от най-продаваните имена в турската фолклорна музика с близо 10 милиона продадени албума в Турция и Европа.

## Дискография
- 1980: Dost Garip
- 1982: O Leyli Leyli
- 1984: Seher Yeli
- 1985: Mevlayı Seversen
- 1987: Misafir Geldim
- 1987: Nazlı Yara Küskünüm
- 1988: Kulluk Benim Olsun Sultanlık Senin
- 1988: Ya Dost
- 1990: Buldular Beni
- 1991: Gül Yüzlü Sevdiğim
- 1992: Duygu Pınarı (Vezrana)
- 1994: Güler Duman '94
- 1995: Bu Devran
- 1997: Öl Deseydin Ölmez miydim?
- 2002: Yolcuyum Bu Dağlarda
- 2009: Türküler Dile Geldi
- 2012: Yüreğimden Yüreğinize
- 2017: Yüreğimden Yüreğinize Sazım